# Генеральна асамблея штату Північна Кароліна
Генеральна асамблея штату Північна Кароліна — двопалатний законодавчий орган американського штату Північна Кароліна. Законодавчий орган складається із двох палат: Сенату (верхня палата) та Палати представників (нижня палата). Генеральна асамблея збирається в Новій законодавчій будівлі штату Північна Кароліна в столиці штату, місті Ралі.
Генеральна асамблея складає проєкти законів штату Північна Кароліна, ухвалює їх. Ці закони відомі під назвою "генеральних статутів" (англ. General Statutes). Нижня палата, палата представників штату Північна Кароліна, до 1868 року називалась Палатою громад штату Північна Кароліна. З 1868 року в Сенаті є 50 депутатів, а в палаті представників 120 депутатів. В жодній з палат немає обмежень щодо кількості термінів перебування для однієї особи.

## Історія

### Провінція Кароліна
Законодавчий орган Північної Кароліни бере свій початок в першій асамблеї округу Альбермарл, яка була скликана в 1665 році губернатором Вільямом Драммондом. Округ Альбермарл був частиною британської колонії Кароліна, яка перебувала під контролем лордів-пропрієторів, до того як стала королівською провінцією в 1729 році. Цей округ, в результаті, стане тим чим зараз є Північна Кароліна.
Приблизно між 1666 та 1697 роками Губернатор, його рада та представники різних округів і міст, обраних чоловіками-землевласниками, засідали разом в однопалатному законодавчому органі. До 1697 року цей орган перетворився на двопалатний, в якому Губернатор зі своєю радою були верхньою палатою, а нижньою була виборна Палата бюргерів. Нижня палата, яку іноді називали просто "асамблея", могла збиратися тільки коли її скликав губернатор, але при цьому вона могла сама встановлювати власні правила і обирати Спікера.

### Провінція Північна Кароліна
Відповідно до однієї ранньої збірки "Законів Північної Кароліни", перша "Генеральна щодворічна асамблея" відбулась, цитата: "в будинку капітана Річарда Сандерса в Літтл-Рівер, почалась 17 листопада 1715 і з декількома перервами тривала до 19 січня 1715" (очевидно, там є помилка, в мались на увазі або 1715-1716 роки, або 1714-1715). На цій сесії асамблея ухвалила багато англійських законів, які залишались чинними аж до кінця 20-го сторіччя. Наприклад, англійський Статут про шахрайство 1571 року діяв у Північній Кароліні аж до 1997 року, коли був ухвалений Уніфікований закон про шахрайські транзакції.
Палата представників також контролювала заробітну плату Губернатора, і затримувала її коли дії Губернатора не задовольняли більшість представників в цій палаті. Конфлікти між губернатором і законодавчим органом були частим явищем. В 1774 та 1775 роках народ колонії обирав Провінційний конгрес, незалежний від королівського губернатора, коли почалась Американська Революція. Більшість членів цього конгресу також були членами останньої Палати бюргерів.

## Структура
Сенат складається з 50 сенаторів. Хоч сенатори і представляють виборчі округи, які є більшими за виборчі округи їх колег з Палати представників, їх повноваження не є більшими, окрім (з 2017 року) повноваження щодо пропонування і затвердження призначень до кабінету Губернатором штату Північна Кароліна.
Формальним головою Сенату є Президент Сенату, і ця посада є суміщена із посадою Віцегубернатора штату Північна Кароліна, тобто її завжди займає одна людина. Однак, віцегубернатор має дуже обмежені повноваження і може голосувати лише у випадку якщо голоси депутатів розділяться порівну, тоді його голос є вирішальним. До того, як посада віцегубернатора була створена в 1868 році, головою Сенату був "Спікер". Після виборів 1988 року, на яких Віцегубернатором було обрано Джима Карсона Гарднера, першого республіканця на цій посаді з часів Реконструкції Півдня, демократи, які тоді мали більшість в Сенаті, передали більшість повноважень Віцегубернатора сенатору, якого обирають на посаду Тимчасового президента Сенату (англ. President Pro Tempore). Тимчасовий президент призначає членів постійних комітетів та має великі повноваження щодо законопроєктів.
Конституція штату Північна Кароліна висуває до сенаторів такі вимоги: "Кожен сенатор, на момент свого обрання має бути віком не молодше 25 років, мати право голосу в штаті та проживати в штаті як громадянин протягом двох років та в окрузі, з якого обирається, протягом одного року прямо перед виборами".
Відповідно до Конституції, Сенат також є "Судом для розгляду справ з імпічменту". Палата представників має повноваження виносити імпічмент урядовцям штату, після чого Сенат проводить судовий процес, так само як це робиться на федеральному рівні. Якщо розглядається судова справа щодо імпічменту проти Губернатора або Віцегубернатора, на них головує Головний суддя Верховного суду штату Північна Кароліна.
Палата представників складається зі 120 членів, лідером цієї палати є Спікер, який має повноваження подібні до Тимчасового президента Сенату. Конституція штату вимагає від членів Палати представників таке: "Кожен представник, на момент свого обрання повинен мати право голосу в штаті та проживати в окрузі, з якого обирається, протягом одного року прямо перед виборами". Окремо конституція зазначає що жоден виборний посадовець штату не може бути молодшим за 21 рік або заперечувати існування Бога, хоча за дотриманням останнього не слідкують.

## Сесії
Наразі, Генеральна асамблея штату Північна Кароліна збирається на звичайні сесії (їх ще називають "довгі сесії") на початку січня кожного непарного року, а в наступному парному році збирається на "коротку сесію". Хоча і немає обмежень на тривалість жодної із сесії, "довга сесія" зазвичай триває шість місяців, а "коротка сесія" всього шість тижнів. Іноді, у випадку особливої необхідності, Губернатор може скликати спеціальну сесію, після того як звичайна сесія цього року вже закінчилась.
До 1957 року Генеральна асамблея збиралась в січні в час чітко визначений в Конституції штату Північна Кароліна. Від 1957 до 1967 року асамблея збиралась в лютому в чітко визначений в конституції час. В 1969 році Генеральна асамблея вперше зібралася в дату закріплену в законі, після видалення фіксованої дати з конституції. Зараз асамблея збирається в третю середу після другого понеділка січня року, наступного після виборів.

## Вибори
Перевибори всім мандатів обох палат асамблеї відбуваються кожного парного року. Якщо мандат звільняється між виборами, то не відбувається проміжних виборів або спеціальних виборів. Натомість, політична партія, до якої належав депутат який покинув посаду, призначає когось на заміну, і той працює до наступних виборів. Губернатор, зазвичай, погоджується із таким призначенням і призначає таку заміну. До 1982 рок термін перебування законодавця на посаді вважався розпочатим одразу після його обрання, але з того часу вважається що термін починається 1 січня року наступного після виборів.